# Lijst van voetbalinterlands Costa Rica - Jamaica
Deze lijst van voetbalinterlands is een overzicht van alle officiële voetbalwedstrijden tussen de nationale teams van Costa Rica en Jamaica. De landen speelden tot op heden 30 keer tegen elkaar, te beginnen met een wedstrijd tijdens het CONCACAF-kampioenschap 1963 op 24 maart 1963 in San Salvador  (El Salvador). Het laatste duel, een kwalificatiewedstrijd voor het  Wereldkampioenschap voetbal 2022, vond plaats in Kingston op 2 februari 2022.

## Wedstrijden
| №  | Plaats          | Datum             | Competitie                  | Wedstrijd            | Uitslag |
| -- | --------------- | ----------------- | --------------------------- | -------------------- | ------- |
| 1  | San Salvador    | 24 maart 1963     | CONCACAF-kampioenschap 1963 | Costa Rica − Jamaica | 6 − 0   |
| 2  | San José        | 11 mei 1965       | WK 1966 kwalificatie        | Costa Rica – Jamaica | 7 – 0   |
| 3  | Kingston        | 22 mei 1965       | WK 1966 kwalificatie        | Jamaica – Costa Rica | 1 – 1   |
| 4  | San José        | 27 november 1968  | WK 1970 kwalificatie        | Costa Rica – Jamaica | 3 – 0   |
| 5  | San José        | 1 december 1968   | WK 1970 kwalificatie        | Jamaica – Costa Rica | 1 – 1   |
| 6  | San José        | 23 november 1969  | CONCACAF-kampioenschap 1969 | Costa Rica – Jamaica | 3 – 0   |
| 7  | Mexico-Stad     | 25 juli 1993      | CONCACAF Gold Cup 1993      | Jamaica – Costa Rica | 1 – 1   |
| 8  | Kingston        | 27 september 1995 | Vriendschappelijk           | Jamaica – Costa Rica | 2 – 0   |
| 9  | Kingston        | 3 september 1996  | Vriendschappelijk           | Jamaica – Costa Rica | 2 – 0   |
| 10 | San José        | 9 oktober 1996    | Vriendschappelijk           | Costa Rica – Jamaica | 0 – 0   |
| 11 | San José        | 11 mei 1997       | WK 1998 kwalificatie        | Costa Rica – Jamaica | 3 – 1   |
| 12 | Kingston        | 14 september 1997 | WK 1998 kwalificatie        | Jamaica – Costa Rica | 1 – 0   |
| 13 | Kingston        | 10 februari 1999  | Vriendschappelijk           | Jamaica – Costa Rica | 1 – 1   |
| 14 | San José        | 24 februari 1999  | Vriendschappelijk           | Costa Rica – Jamaica | 9 – 0   |
| 15 | San José        | 20 juni 2001      | WK 2002 kwalificatie        | Costa Rica – Jamaica | 2 – 1   |
| 16 | Kingston        | 11 november 2001  | WK 2002 kwalificatie        | Jamaica – Costa Rica | 0 – 1   |
| 17 | Kingston        | 6 februari 2008   | Vriendschappelijk           | Jamaica – Costa Rica | 1 – 1   |
| 18 | Columbus        | 7 juli 2009       | CONCACAF Gold Cup 2009      | Jamaica – Costa Rica | 0 – 1   |
| 19 | Kingston        | 5 september 2010  | Vriendschappelijk           | Jamaica – Costa Rica | 1 – 0   |
| 20 | Fort Lauderdale | 17 november 2010  | Vriendschappelijk           | Jamaica – Costa Rica | 0 – 0   |
| 21 | Kingston        | 21 maart 2012     | Vriendschappelijk           | Jamaica – Costa Rica | 0 – 0   |
| 22 | San José        | 26 maart 2013     | WK 2014 kwalificatie        | Costa Rica − Jamaica | 2 − 0   |
| 23 | Kingston        | 10 september 2013 | WK 2014 kwalificatie        | Jamaica − Costa Rica | 1 − 1   |
| 24 | Carson          | 8 juli 2015       | CONCACAF Gold Cup 2015      | Costa Rica − Jamaica | 2 − 2   |
| 25 | Kingston        | 25 maart 2016     | WK 2018 kwalificatie        | Jamaica − Costa Rica | 1 − 1   |
| 26 | San José        | 29 maart 2016     | WK 2018 kwalificatie        | Costa Rica − Jamaica | 3 − 0   |
| 27 | San José        | 27 maart 2019     | Vriendschappelijk           | Costa Rica − Jamaica | 1 − 0   |
| 28 | Orlando         | 20 juli 2021      | CONCACAF Gold Cup 2021      | Costa Rica − Jamaica | 1 − 0   |
| 29 | San José        | 8 september 2021  | WK 2022 kwalificatie        | Costa Rica − Jamaica | 1 − 1   |
| 30 | Kingston        | 2 februari 2022   | WK 2022 kwalificatie        | Jamaica – Costa Rica | 0 – 1   |

## Samenvatting
| Competitie             | Totaal gespeeld | Winst Costa Rica | Gelijk | Winst Jamaica | Doelsaldo Costa Rica – Jamaica |
| ---------------------- | --------------- | ---------------- | ------ | ------------- | ------------------------------ |
| WK-kwalificatie        | 14              | 9                | 4      | 1             | 27 − 8                         |
| CONCACAF Gold Cup      | 4               | 2                | 2      | 0             | 5 − 3                          |
| CONCACAF-kampioenschap | 2               | 2                | 0      | 0             | 9 − 0                          |
| Vriendschappelijk      | 10              | 2                | 5      | 3             | 15 − 8                         |
| Totaal                 | 30              | 15               | 11     | 4             | 56 − 19                        |

Wedstrijden bepaald door strafschoppen worden, in lijn met de FIFA, als een gelijkspel gerekend.

## Details

### Eerste ontmoeting
| CONCACAF-kampioenschap 1963 (San Salvador, El Salvador, 24 maart 1963):                                                |       |         |
| Costa Rica | 6 – 0 | Jamaica |
| Édgar Marín 26' Édgar Marín 35' Juan José Gámez 37' Juan Tribilín González 73' Juan José Gámez 77' Enrique Córdoba 83' | goals |         |

### Tweede ontmoeting
| WK 1966 kwalificatie (San José, Costa Rica, 11 mei 1965):                                                                              |       |         |
| Costa Rica | 7 – 0 | Jamaica |
| Fernando Jiménez 40' Errol Daniels 54' William Quirós 63' Lionel Hernández 73' William Quirós 77' Errol Daniels 85' William Quirós 88' | goals |         |

### Derde ontmoeting
| WK 1966 kwalificatie (Kingston, Jamaica, 22 mei 1965): |       |                  |
| Jamaica                                                | 1 – 1 | Costa Rica       |
| Art Welsh 70'                                          | goals | 6' Errol Daniels |

### Zevende ontmoeting
| CONCACAF Gold Cup 1993 (Mexico-Stad, Mexico, 25 juli 1993): |       |                  |
| Costa Rica                                                  | 1 – 1 | Jamaica          |
| Floyd Guthrie 10'                                           | goals | 89' Devon Jarret |

### Veertiende ontmoeting
| Vriendschappelijk (San José, Costa Rica, 24 februari 1999): |       |         |
| Costa Rica | 9 – 0 | Jamaica |
| Mauricio Solís 1' Mauricio Solís 16' Jervis Drummond 21' Rolando Fonseca 29' Rolando Fonseca 44' Gerald Drummond 51' Gerald Drummond 66' Gerald Drummond 82' Wálter Centeno 85' | goals |         |
| - Tot op heden de grootste nederlaag van het Jamaicaans voetbalelftal. |       |         |

### 24ste ontmoeting
| CONCACAF Gold Cup 2015 (Carson, Verenigde Staten, 8 juli 2015): |       |                                      |
| Costa Rica                                                      | 2 – 2 | Jamaica                              |
| Roy Miller 33' David Ramírez 37'                                | goals | 13' Garath McCleary 48' Jobi McAnuff |

### 25ste ontmoeting
| WK 2018 kwalificatie (Kingston, Jamaica, 25 maart 2016): |       |                   |
| Jamaica                                                  | 1 – 1 | Costa Rica        |
| Je-Vaughn Watson 17'                                     | goals | 67' Johnny Acosta |

### 26ste ontmoeting
| WK 2018 kwalificatie (San José, Costa Rica, 29 maart 2016): |       |         |
| Costa Rica                                                  | 3 – 0 | Jamaica |
| Celso Borges 7' Bryan Ruiz 38' Johan Venegas 77'            | goals |         |

FEDEFUTBOL · A-internationals · Selecties · Bondscoaches · Costa Ricaans vrouwenelftal · Costa Rica U21 · Costa Rica U20 · Costa Rica U19 · Costa Rica U18 · Costa Rica U17
1920 – 1949 ·
1950 – 1969 ·
1970 – 1979 ·
1980 – 1989 ·
1990 – 1999 ·
2000 – 2009 ·
2010 – 2019 ·
2020 − 2029
Copa América 1997 · 
Copa América 2001 · 
Copa América 2004 · 
Copa América 2011 · 
Copa América 2016
WK 1990 · 
WK 2002 · 
WK 2006 · 
WK 2014 · 
WK 2018
OS 1980 · 
OS 1984 · 
OS 2004
1921 · 
1922–1929 · 
1930 · 
1931–1934 · 
1935 · 
1936–1937 · 
1938 · 
1939 · 
1940 · 
1941 · 
1942 · 
1943 · 
1944–1945 · 
1946 · 
1947 · 
1948 · 
1949 · 
1950 · 
1951 · 
1952 · 
1953 · 
1954 · 
1955 · 
1956 · 
1957 · 
1958 · 
1959 · 
1960 · 
1961 · 
1962 · 
1963 · 
1964 · 
1965 · 
1966 · 
1967 · 
1968 · 
1969 · 
1970 · 
1971 · 
1972 · 
1973 · 
1974–1975 · 
1976 · 
1977–1978 · 
1979 · 
1980 · 
1981–1982 · 
1983 · 
1984 · 
1985 · 
1986 · 
1987 · 
1988 · 
1989 · 
1990 · 
1991 · 
1992 · 
1993 · 
1994 · 
1995 · 
1996 · 
1997 · 
1998 · 
1999 · 
2000 · 
2001 · 
2002 · 
2003 · 
2004 · 
2005 · 
2006 · 
2007 · 
2008 · 
2009 · 
2010 · 
2011 · 
2012 · 
2013 · 
2014 · 
2015 · 
2016 · 
2017 ·
2018 ·
2019 ·
2020 ·
2021 ·
2022 ·
2023 ·
2024
Argentinië ·
Aruba ·
Australië ·
Barbados ·
België ·
Belize ·
Bermuda ·
Bolivia ·
Bosnië en Herzegovina ·
Brazilië ·
Canada ·
Chili ·
China ·
Colombia ·
Cuba ·
Curaçao ·
Dominicaanse Republiek ·
Duitsland ·
Ecuador ·
El Salvador ·
Engeland ·
Finland ·
Frankrijk ·
Grenada ·
Griekenland ·
Guatemala ·
Guyana ·
Haïti ·
Honduras ·
Hongarije ·
Ierland ·
Iran ·
Italië ·
Jamaica ·
Japan ·
Joegoslavië ·
Kameroen ·
Marokko ·
Mexico ·
Nederland ·
Nederlandse Antillen ·
Nicaragua ·
Nieuw-Zeeland ·
Nigeria ·
Noord-Ierland ·
Noorwegen ·
Oekraïne ·
Oezbekistan ·
Oman ·
Oostenrijk ·
Panama ·
Paraguay ·
Peru ·
Polen ·
Puerto Rico ·
Qatar ·
Rusland ·
Saint Kitts en Nevis ·
Saint Vincent en de Grenadines ·
Saoedi-Arabië ·
Schotland ·
Servië ·
Slowakije ·
Sovjet-Unie ·
Spanje ·
Suriname ·
Trinidad en Tobago ·
Tsjechië ·
Tsjecho-Slowakije ·
Tunesië ·
Turkije ·
Uruguay ·
Venezuela ·
Verenigde Arabische Emiraten ·
Verenigde Staten ·
Wales ·
Zuid-Afrika ·
Zuid-Korea ·
Zweden ·
Zwitserland
Brazilië (2018) ·
China (2002) · 
Duitsland (2006) · 
Ecuador (2006) · 
Engeland (2014) · 
Griekenland (2014) · 
Italië (2014) ·
Nederland (2014) · 
Polen (2006) · 
Servië (2018) ·
Spanje (2022) ·
Turkije (2002) · 
Uruguay (2014) ·
Zwitserland (2018)
JFF · A-internationals · Bondscoaches · Selecties · Statistieken · Jamaicaans vrouwenelftal · Olympisch elftal · Jamaica U21 · Jamaica U19 · Jamaica U17
1920 – 1959 · 
1960 – 1969 · 
1970 – 1979 · 
1980 – 1989 · 
1990 – 1999 · 
2000 – 2009 · 
2010 – 2019 · 
2020 – 2029
Gold Cup 1991 · 
Gold Cup 1993 · 
Gold Cup 1998 · 
Gold Cup 2000 · 
Gold Cup 2003 · 
Gold Cup 2005 · 
Gold Cup 2009 · 
Gold Cup 2011 · 
Gold Cup 2015
Copa América 2015
WK 1998
1925 · 
1926 · 
1927–1929 · 
1930 · 
1931 · 
1932 · 
1933–1934 · 
1935 · 
1936 · 
1937 · 
1938 · 
1939–1946 · 
1947 · 
1948 · 
1949 · 
1950 · 
1951 · 
1952 · 
1953 · 
1954–1956 · 
1957 · 
1958 · 
1959 · 
1960 · 
1961 · 
1962 · 
1963 · 
1964 · 
1965 · 
1966 · 
1967 · 
1968 · 
1969 · 
1970 · 
1971 · 
1972 · 
1973 · 
1974 · 
1975 · 
1976 · 
1977 · 
1978 · 
1979 · 
1980 · 
1981 · 
1982 · 
1983 · 
1984 · 
1985 · 
1986 · 
1987 · 
1988 · 
1989 · 
1990 · 
1991 · 
1992 · 
1993 · 
1994 · 
1995 · 
1996 · 
1997 · 
1998 · 
1999 · 
2000 · 
2001 · 
2002 · 
2003 · 
2004 · 
2005 · 
2006 · 
2007 · 
2008 · 
2009 · 
2010 · 
2011 · 
2012 · 
2013 · 
2014 · 
2015 · 
2016 ·
2017 ·
2018 ·
2019 ·
2020 ·
2021 ·
2022 ·
2023 ·
2024
Amerikaanse Maagdeneilanden ·
Antigua en Barbuda ·
Argentinië ·
Aruba ·
Australië ·
Bahama's ·
Barbados ·
Bermuda ·
Bolivia ·
Brazilië ·
Britse Maagdeneilanden ·
Bulgarije ·
Canada ·
Chili ·
China ·
Colombia ·
Costa Rica ·
Cuba ·
Curaçao ·
Dominica ·
Dominicaanse Republiek ·
Ecuador ·
Egypte ·
El Salvador ·
Engeland ·
Frankrijk ·
Ghana ·
Grenada ·
Guatemala ·
Guyana ·
Haïti ·
Honduras ·
Ierland ·
India ·
Indonesië ·
Iran ·
Japan ·
Jordanië ·
Kaaimaneilanden ·
Kameroen ·
Kroatië ·
Maleisië ·
Marokko ·
Mexico ·
Nederlandse Antillen ·
Nicaragua ·
Nieuw-Zeeland ·
Nigeria ·
Noord-Macedonië ·
Noorwegen ·
Panama ·
Paraguay ·
Peru ·
Puerto Rico ·
Qatar ·
Saint Kitts en Nevis ·
Saint Lucia ·
Saint Vincent en de Grenadines ·
Saoedi-Arabië ·
Servië ·
Suriname ·
Trinidad en Tobago ·
Uruguay ·
Venezuela ·
Verenigde Staten ·
Vietnam ·
Wales ·
Zambia ·
Zuid-Afrika ·
Zuid-Korea ·
Zweden ·
Zwitserland